# Bieganowo (Kołaczkowo)
Bieganowo ist ein  Dorf in Polen, in der  Woiwodschaft Großpolen, im  Powiat Wrzesiński. Der Ort liegt 11 km südöstlich von Września und 55 km östlich von Poznań. Im Jahre 2021 hatte das Dorf 662 Einwohner.

## Geschichte
In den Jahren 1949–1990 bestand in Bieganowo ein  Staatlicher Landwirtschaftlicher Betrieb (PGR), in dem die meisten Einwohner beschäftigt waren. Sehenswert ist hier ein Palast.